# Гайдексбург
Замок Гайдексбург (нім. Heidecksburg) — колишня резиденція можновладного князя Шварцбург-Рудольштадтського на вершині 60-метрового пагорба в тюрінгському місті Рудольштадт.

## Історія

### Попередні споруди
Попередник палацу був побудований в XIII столітті і був розташований на території сучасного замкового саду. Ця фортеця належала графам Орламюнде, а у 1334 р. перейшла графам Шварцбурга, а в ході тюрингської війни графів у 1345 р. була зруйнована. Видимих частин цієї фортеці не збереглося. У другій половині XIV століття був зведений новий замок, який розташовувався між відкритою сценою і центром сучасного замку. Від цієї будівлі до наших днів дійшла кругла вежа, вбудована в кінний манеж. У 1573 році фортеця згоріла, щонайменше, частково, і на її місці був побудований палац у стилі ренесанс з трьома флігелями, розміри якого приблизно відповідали сучасному палацу.

### Бароковий палац
У 1735 році і цей палац згорів, вціліли тільки приміщення вахти, ребристе склепіння на першому поверсі західного флігеля, вхід в північний флігель, а також великі частини південного флігеля (в'їзні ворота, дзеркальний кабінет і кілька інших кімнат). Ці частини були збережені і включені до складу нового палацу. У 1737 р. почалися будівельні роботи по зведенню нової резиденції в стилі бароко, яка повинна була відповідати рівню дому Шварцбургів, голова якого відтоді мав статус імперського князя.
Довжина подвір'я палацу складає близько 150 метрів. З південної сторони двору розташовується південний флігель, побудований на основі палацу-попередника. Новий головний флігель зведений із західної частини двору. Його центр займає розкішний парадний зал, який в наші дні відкритий для відвідування і де проходять різноманітні культурні заходи, наприклад, такі, як палацові концерти. З кожної сторони залу передує певний порядок кімнат. Північний флігель будувався як розташування адміністрації князівства і був розширений за рахунок багатьох невеликих господарських приміщень, в числі яких є й манеж. Останньою великою спорудою тієї епохи є зведена в 1744 р. 40-метрова вежа.
Для зведення нового палацу після пожежі князь Фрідріх Антон хотів запросити знаменитого дрезденського архітектора М. Д. Пеппельманна, проте той помер у 1736 році. У результаті головним архітектором палацу став наступник Пепперманна на посаді головного архітектора Дрездена Крістоф Кнеффель (1686—1752). Вплив дрезденського пізнього бароко проявляється, насамперед, на зроблених Кнеффелем кресленнях західного флігеля і в розташуванні кімнат у головному флігелі. У кімнатах, розділених на два покоя, що складаються з передньої, вітальні, кабінету з альковом і гардеробом, було видно певний французький вплив. Однак, будівельні роботи йшли не так швидко, як планувалося. Причина цього, насамперед, була в перевантаженості Кнеффеля, який не встигав з розробкою будівельних планів. У зв'язку з цим, у 1743 р. він був усунений від керівництва спорудженням палацу, яке було передано головному архітектору Веймару Готфріду Хайнріху Кроне (1703—1756). Під його керівництвом зведення резиденції прискорилося. Хоча до моменту його смерті в 1756 р. оздоблювальні роботи не були повністю завершені, Кроне встиг скласти докладні креслення, за якими будівництво тривало аж до 1770-х років. Часом завершення будівництва вважається 1786 рік (як було зазначено на табличці), правда, роботи у північному флігелі і в східній частині південного велися ще майже до 1810 року.
Палац вигідно відрізняється, принаймні, від численних резиденцій тюрінгських малих держав завдяки своїй пишності. Вона була досягнута за рахунок таких елементів, як об'ємна декорація залу заввишки 12 метрів. Спочатку суворо прямокутний зал Кнеффеля набув зігнуті у вигляді хвиль стін, ніші для печей на торцевих сторонах, округлені буфетними нішами кути і ложі у верхній частині. Також до барокових елементів варто віднести настінні форми із стукко і фрески. Південніше парадного залу з 1742 р. розташовуються «червоні кімнати», в 1750 послідували кімнати з північної сторони, що утворили «зелений зал» і були повністю завершені у 1770-ті роки. Вони також мають розкішну обробку — стукко, стельовий і настінний розпис, різьблення. Всі кімнати, що входять до ансамблю парадного залу, з'єднані одна з одною галереєю і двома сходами. Південний флігель складається, передусім, із житлових приміщень, які, однак, декоровані згідно з численними особистими перевагами і мають різноманітний зовнішній вигляд.

### Наступні стадії будівництва

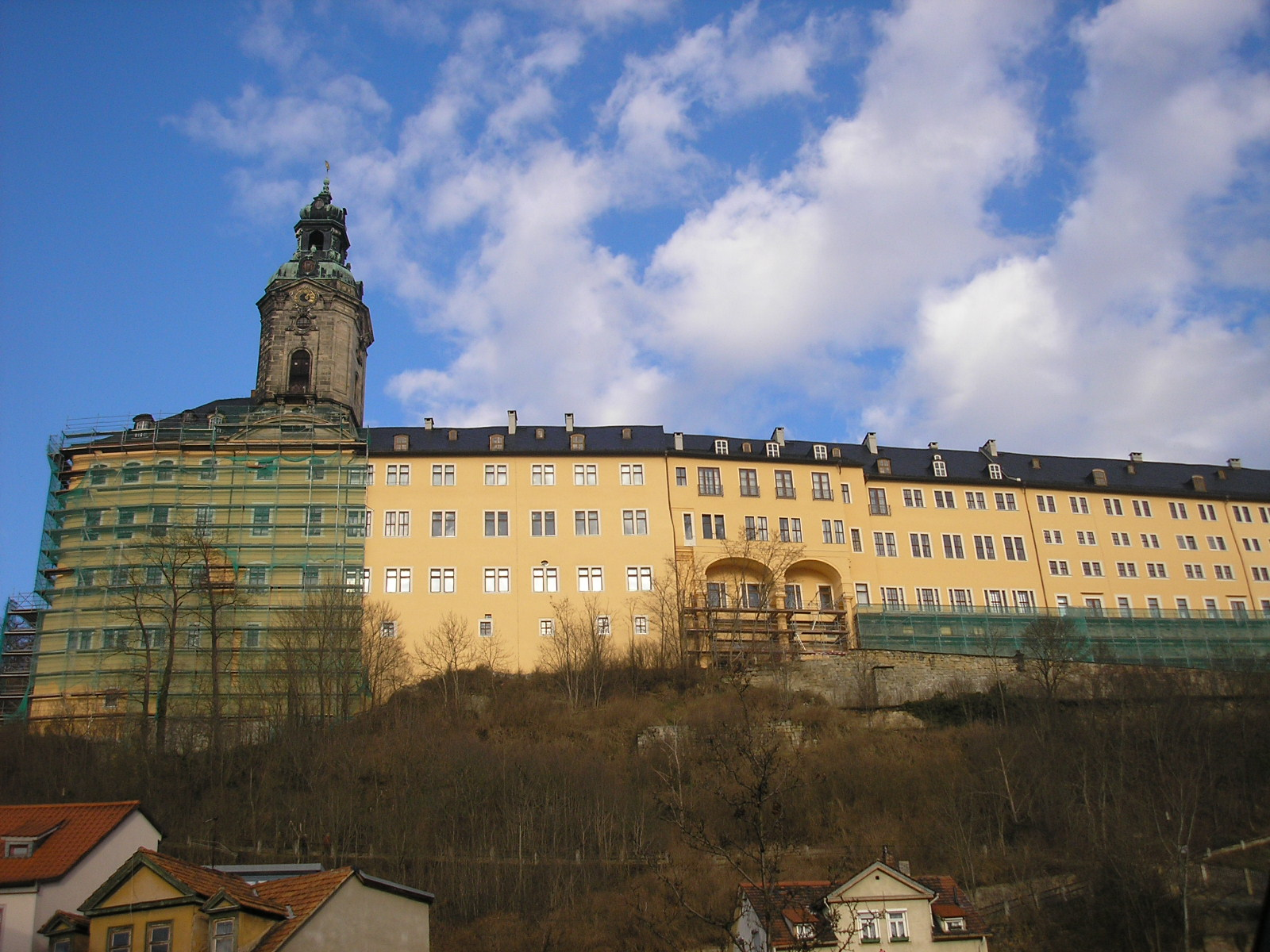
Після реконструкції 2007

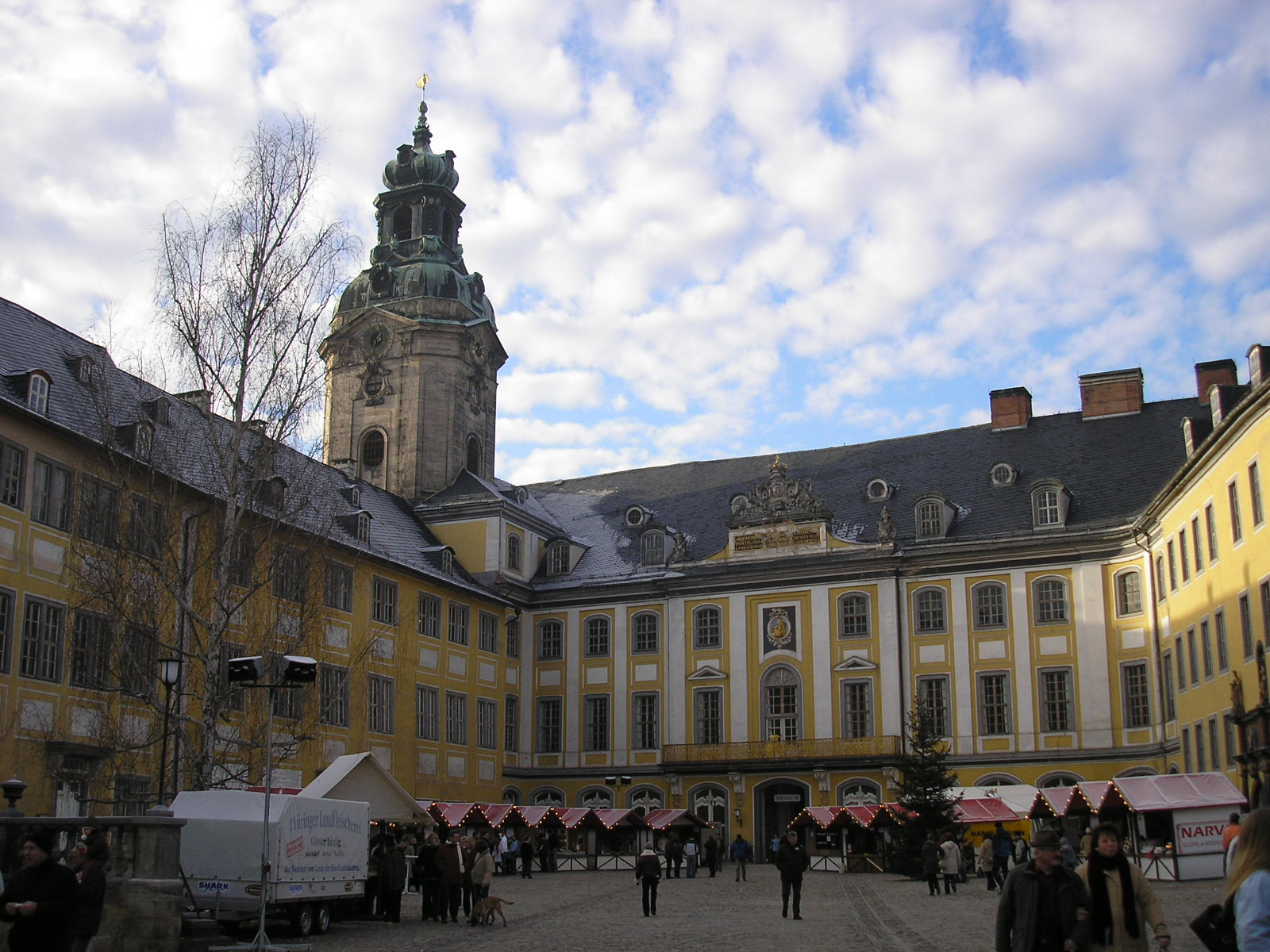
Різдвяний ярмарок у внутрішньому дворі

Практично відразу після завершення робіт по внутрішньому оздобленню палацу 1800 року почалася нова інтенсивна фаза будівництва. Кілька маленьких кімнат були перероблені відповідно до вимог іншого стилю — класицизму. У палацовому саду з'явилося святилище Ор, штучні руїни і підстави колон. Крім того, південне крило було розширено на схід.
Після 1918 р. й усунення від влади князя Гюнтера Віктора палац став виставковим майданчиком для багатьох музеїв, які в 1950 р. об'єдналися в «Державний музей Гайдексбург». У 1940 р. внаслідок проведеної реконструкції замку Шварцбург розміщена в ньому збройова колекція була перенесена в Гайдексбург. У 1945 р. замок зазнав серйозної шкоди, і в 1950-ті роки були проведені роботи по ремонту даху палацу, в 1956 було оновлено облицювання західного і північного флігелів. В 1966 р. на башті був сконструйований новий мідний дах. У 1971 р. відреставрований дзеркальний кабінет в південному флігелі, який залишився ще від попереднього палацу. З 1994 р. проводяться різні реставраційні роботи при підтримці Тюрингського фонду палаців і садів, який є нинішнім власником Гайдексбурга. В ході цих робіт був заново вимощений палацовий двір, відреставровані кімнати галереї, облаштовані зали південного флігеля, а також оновлено дах.
Сьогодні в палаці розташовується Тюрінгський музей Гайдексбург і Тюрінгський Державний архів Рудольштадт. Тут же розташовано управління фонду Тюрінгських палаців і садів. Внутрішні приміщення палацу (парадний зал, зелений зал, порцелянова галерея, палацовий двір, тераса) можна відвідати разом з екскурсією або під час інших заходів, що проводяться в Гайдексбурзі.

## Музей

### Збройова колекція
Тюрінгський музей Гайдексбург володіє багатим зібранням зброї, що складається з близько 4000 експонатів часів XV—XIX ст. Частина цієї колекції виставлена у пізньоготичному склепінчастому залі. В даний момент на складі Гайдексбурга зберігаються близько 3500 зразків зброї, які не виставлялися з 1940 р. Передбачається, що ця колекція буде відреставрована в рамках спільного проєкту федерального уряду й музею. Після закінчення відновлення Шварцбургського арсеналу, туди планується перенести частину зібрання в 2017 р.
У північному флігелі буде показано розвиток шварцбургської армії за допомогою виставки мечів XV ст. і обладунків часів Тридцятирічної війни.